# Groote Gat (Oostburg)
Het Groote Gat (ook: Grote Gat) is een kreek in West-Zeeuws-Vlaanderen ten zuidoosten van Oostburg.
Vanaf 1604 maakte het Groote Gat deel uit van de Linie van Oostburg en tegenwoordig is het een natuurgebied, terwijl ook de resten van de forten hier nog te vinden zijn.
Ooit maakte het Groote Gat deel uit van een uitgebreider krekensysteem dat rechtstreeks in verbinding stond met het Zwin. Het vormde een verlengstuk van de Brugsche Vaart, waarvan de langgerekte Brugsche-Vaartpolder (ingedijkt in 1684) ten westen van Oostburg nog getuigt. Dit is tegenwoordig een golfterrein. Reeds in 1652 werd het Groote Gat aanmerkelijk verkleind door de aanleg van de Nieuweveldpolder en, ten oosten daarvan, de Sint Philipspolder.

## Natuurgebied
Het Groote Gat is tegenwoordig eigendom van Het Zeeuwse Landschap en omvat 83 ha kreek, vochtige en zilte graslanden, rietkragen en struweel. Aan de oostzijde is het gebied met 6,3 ha uitgebreid om het leefgebied van kruipend moerasscherm te vergroten. Het Groote Gat is een van de rijkste vindplaatsen in Nederland van deze soort.
Het Groote Gat is ook bekend om de zogenaamde groeiende stenen. Het betreft kalkafzettingen die door mosdiertjes worden veroorzaakt en in brak water voorkomen.
Tot de broedvogels behoren: blauwborst, waterral, bruine kiekendief en grauwe gans. Er is een vogelkijkhut aanwezig.
Het Groote Gat is aangewezen als Habitatrichtlijngebied (een Natura 2000-gebied).